# Nicky Mohan
Nicholas Mohan, più conosciuto con il diminutivo Nicky Mohan (Middlesbrough, 6 ottobre 1970) è un ex calciatore inglese, di ruolo difensore.

## Caratteristiche tecniche
Era un difensore centrale.

## Carriera
Dopo aver giocato nel settore giovanile del Middlesbrough, club della sua città natale, nella stagione 1988-1989 esordisce in prima squadra, collezionando 6 partite nel campionato di prima divisione (chiuso con una retrocessione), una presenza in FA Cup ed una presenza nella Full Members Cup; l'anno seguente gioca con maggior continuità, totalizzando 22 presenze in seconda divisione, categoria in cui, dopo un'altra annata in rosa senza nessuna presenza in partite ufficiali, gioca ulteriori 27 incontri nella stagione 1991-1992. L'anno seguente trascorre invece un breve periodo in prestito all'Hull City (5 presenze ed una rete in terza divisione) per poi concludere la stagione nuovamente nel Middlesbrough, con cui realizza 2 reti in 18 presenze in prima divisione; lascia poi il club al termine della stagione 1993-1994, nella quale gioca 26 partite in seconda divisione. Nella stagione 1994-1995 torna infatti a giocare in massima serie, con il Leicester City, con cui disputa 23 partite senza mai segnare. Dopo un solo anno nelle Foxes scende però di categoria per giocare in terza divisione con il Bradford City: qui, nella stagione 1995-1996 conquista una promozione in seconda divisione vincendo i play-off; rimane ai Bantams anche nella stagione 1996-1997, nella quale gioca 44 partite in seconda divisione.
Nell'estate del 1997 scende nuovamente di categoria, tornando a giocare in terza divisione, categoria in cui dal 1997 al 2002 nell'arco di 5 stagioni totalizza 58 presenze e 2 reti con la maglia del Wycombe e 95 presenze (3 delle quali nei play-off) e 2 reti con lo Stoke City (club con cui nella stagione 1999-2000 vince tra l'altro anche un Football League Trophy); gioca poi anche per una stagione in quarta divisione con l'Hull City, a 10 anni dalla sua precedente parentesi con le Tigers. Dall'estate del 2002 al 2008, anno del suo definitivo ritiro, gioca poi con numerosi club (7 in 6 anni) a livello semiprofessionistico.
In carriera ha collezionato complessivamente 393 presenze (play-off inclusi) e 18 reti nei campionati della Football League (tra cui 47 presenze e 2 reti in prima divisione e 119 presenze e 2 reti in seconda divisione).

## Palmarès

### Club

#### Competizioni nazionali
- English Football League Trophy: 1

Stoke: 1999-2000